# الدوري الهولندي الممتاز 1909–10
الدوري الهولندي الممتاز 1909–10 (بالهولندية: Nederlands landskampioenschap voetbal 1909/10)‏ هو الموسم 22 من الدوري الهولندي الممتاز. أشرف على تنظيمه الاتحاد الملكي الهولندي لكرة القدم، وكان عدد الأندية المشاركة فيه 17، وفاز فيه HVV Den Haag ‏.